# Alepis
Alepis é um género botânico pertencente à família Loranthaceae.

## Espécies
- Alepis flavida
- Alepis polychroa

Apresenta uma única espécie:
- Alepis flavida